# Ватиканский кодекс 3868

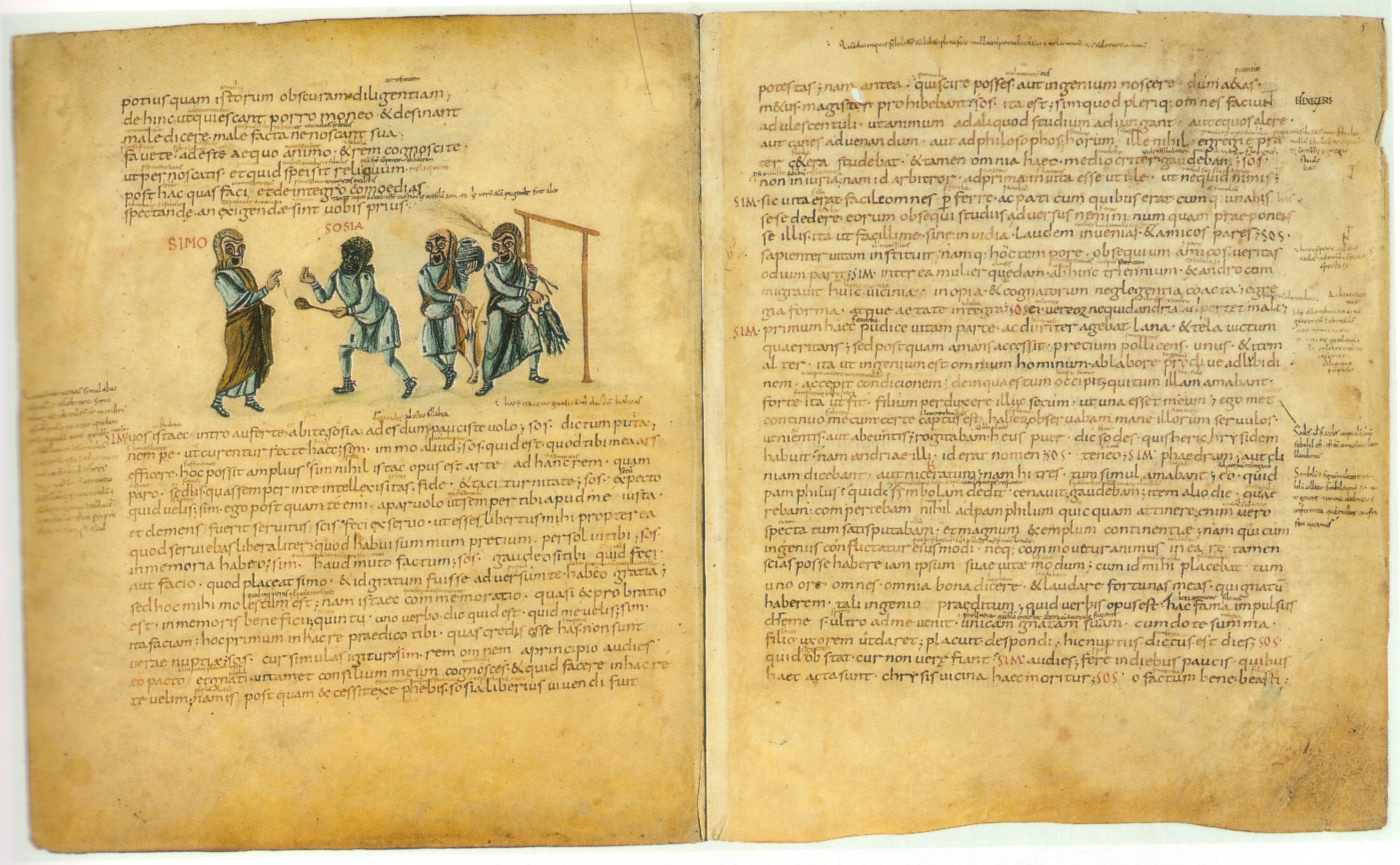
Разворот листов 4 (оборот) и 5 (лицевой). Хорошо виден текст, записанный каролингским минускулом, позднейшие поправки и маргиналии

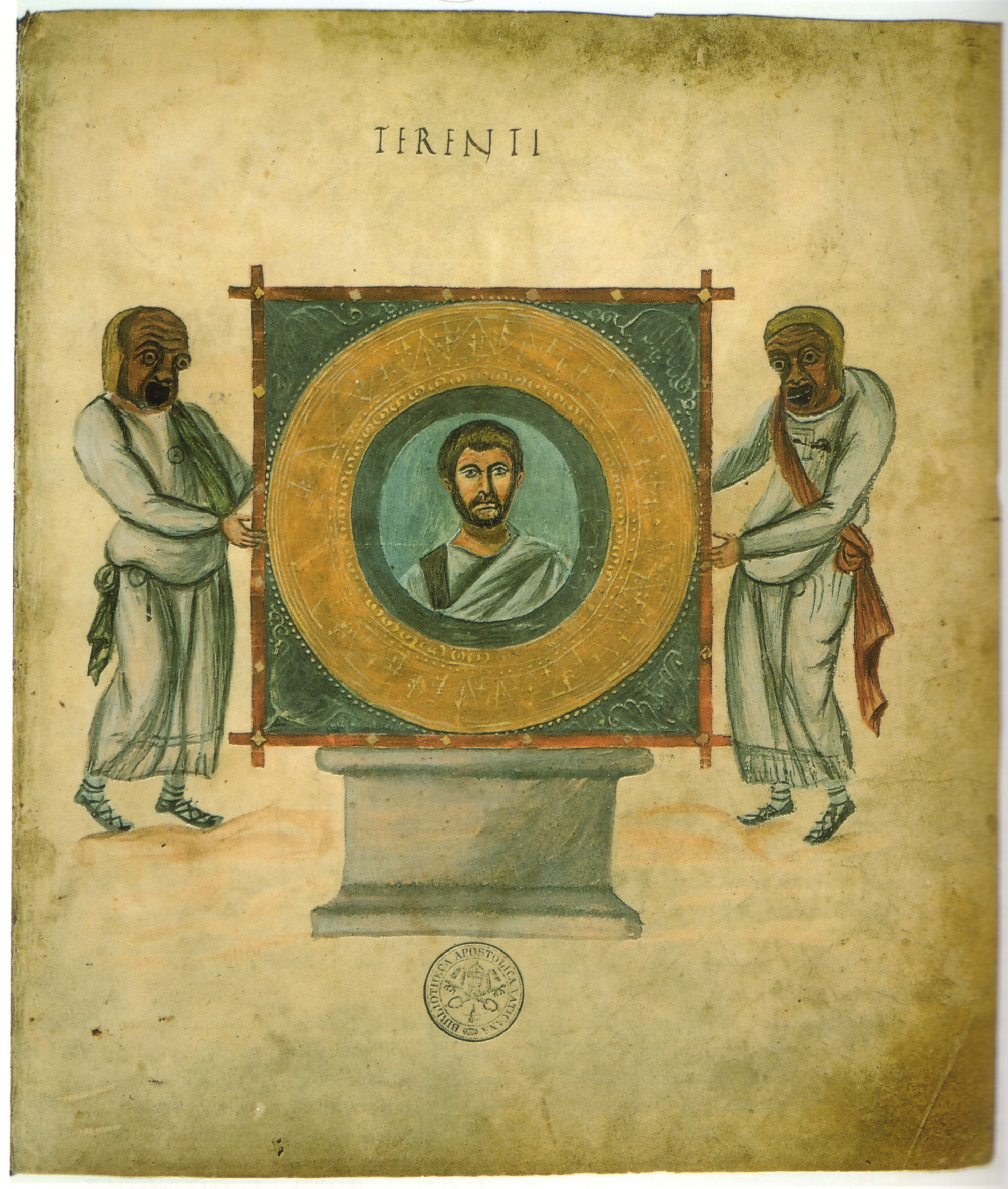
Лист 2 (лицевой) с портретом Теренция

Латинский Ватиканский кодекс 3868 (лат. Codex Vaticanus Latinus 3868) или Ватиканский Теренций (лат. Terentius Vaticanus) — иллюминированный манускрипт комедий Публия Теренция Афра, хранится в Ватиканской библиотеке. Образец каролингского книжного искусства, изготовлена в первой трети IX века, но считается, что иллюстрации (всего 141) точно скопированы со значительно более древнего прототипа. Впервые воспроизведение всех миниатюр последовало в 1894 году.
Судя по колофону, рукопись была создана в период 820—830 года в аббатстве Корвей писцом по имени Хродгард. Над миниатюрами трудились трое художников, одного звали Адельрик. Хотя по особенностям почерка и оформления кодекс принадлежит Каролингской эпохе, по мнению К. Вайцмана, иллюстрации являются уникальными в своём роде точными копиями значительно более древней изобразительной традиции. Первоначально считалось, что первооснова Ватиканского кодекса была создана в V веке, причём автор иллюстраций принадлежал к греко-восточной стилевой школе. С 1960-х годов возобладала иная точка зрения: судя по женским изображениям в масках, а также стилю одежды и причёски Теренция на изображении в медальоне, они относились к периоду 238—267 годов, то есть архетип кодекса был создан в III веке нашей эры.